# Last Battle
Last Battle (рус. Последняя Битва) — компьютерная игра в жанре beat 'em up, разработанная для игровой платформы Sega Mega Drive/Genesis и компьютеров Amiga и Commodore 64 в 1989—1991 годах. В 2008 году игра также была портирована на Wii Virtual Console. Прототип игры -  Hokuto no Ken: Shin Seikimatsu Kyūseishu Densetsu .

## Сюжет
История начинается с того, что злодей по имени Дьюк, мастер тае-кунг-фу, захватил Королевство и превратил в рабов всех его жителей. Долгое время никто не мог противостоять могущественному воину; однако нашёлся герой, сумевший бросить ему вызов — могучий Аарзак, мастер джет-вон-до, вместе со своими друзьями Алиссой и Максом решил восстановить мир в государстве. После продолжительной битвы героям удалось свергнуть тирана.
Однако вскоре стало известно, что трое злодеев, Громм, Гросс и Гарокк, сбежали. На протяжении трёх лет эти воины копили силы для нового вторжения в Королевство. И вот однажды они проникли в столицу государства и похитили Алиссу. Аарзак отправился вслед за злодеями в их земли. В ходе сражения он победил одного из них, Громма, а Гроссу и Гарокку удалось сбежать.
В поисках Алиссы Аарзак встретил Гросса. Оказалось, что это его брат, потерявший память и вставший на сторону зла. Чтобы спасти Алиссу, Аарзаку пришлось сразиться с Гроссом. Аарзак победил, а затем Гросс с его помощью вспомнил своё прошлое, и братья помирились.
Однако остался ещё один, наиболее могущественный злодей — Гарокк. Чтобы победить его, Аарзаку сначала нужно было познать секрет джет-вон-до, зашифрованный в письменах создателя этого боевого искусства. После длительных поисков герой сумел открыть для себя тайну джет-вон-до. Но даже зная секрет победы, он не мог быть уверен, что одержит верх над столь опасным противником.

## Игровой процесс

Кадр из игры для версии Sega Mega Drive/Genesis

Несмотря на некоторые различия в графическом оформлении, версии игры сходны между собой по игровому процессу.
Игра представляет собой beat 'em up и состоит из четырёх больших уровней, разделённых на более короткие подуровни-локации. Уровни выполнены с использованием двухмерной графики и горизонтального скроллинга.
Игровой процесс заключается в следующем. Герой игры по имени Аарзак должен пройти каждый подуровень от начала до конца, уничтожая врагов. На прохождение подуровня выдаётся ограниченное время. После того как подуровень пройден, игроку демонстрируется карта, на которой отмечены локации; здесь можно выбирать, какую из локаций пройти сначала (кроме сражений с боссами). Большой уровень считается пройденным после победы над нескольким боссами — особо сильными противниками, а также над главным боссом уровня.
Также персонаж во время прохождения (в конце некоторых подуровней) встречает других персонажей, играющих роль NPC.
Помимо линейки здоровья, герой имеет определённый запас «сил», уровень которых постепенно пополняется в ходе игры. По достижении определённого уровня «сил» персонаж может уничтожать врагов не обычным способом, а только спецприёмом. Необходимость иметь достаточный запас «сил» появляется в конце игры, когда игроку нужно сражаться с финальными боссами.
Враги в игре — солдаты Гарокка, вооружённые тесаками, копьями (на более поздних уровнях — огнемётами), а также зомби. Они довольно слабы, но многочисленны. Кроме того, на некоторых уровнях присутствуют различные препятствия — копья, летящие стрелы, камни, топоры и др. Боссы ждут игрока в конце некоторых подуровней и уровней; они гораздо сильнее обычных противников и имеют собственные спецприёмы. Здоровье боссов отбражается индикатором.